# Virgile lisant l'Énéide à Auguste et Octavie
Virgile lisant l'Énéide à Auguste et Octavie est un tableau de la peintre suisse Angelica Kauffmann, réalisé en 1788 et conservé au musée de l'Ermitage de Saint-Pétersbourg.

## Description
L'épisode présenté nous montre Octavie la Jeune, sœur d'Auguste, qui s'évanouit après que Virgile a lu les versets de l'Énéide dédié à son fils Marcellus (livre VI, v. 868 - 886), qui, s'il n'était pas mort prématurément, aurait hérité du trône.
Les sujets historiques liés au monde classique ont toujours été chers à Kauffmann, qui s'y est particulièrement intéressée lors de ses séjours à Rome, stimulés par le patrimoine historico-artistique de la ville. L'ensemble de la scène a en effet été conçu et réalisé selon des critères néoclassiques, avec des figures caractérisées par des expressions de sentiments forts, mais toujours contenues (par opposition à la théâtralité baroque), et insérées dans l'équilibre de l'architecture classique.
Les protagonistes, au centre de la toile, sont Octavie et deux de ses servantes, dont l'une repousse Virgile, qui, sur la droite, tient dans ses mains le texte qu'il lisait, tandis qu'Auguste apparaît à gauche, déterminé à aider sa sœur. Le poète lui-même est représenté avec une expression consternée, incrédule de voir Octavie si affligée après avoir écouté la lecture de ses vers. Le temple de Jupiter Tonnant sur la colline du Capitole est visible en arrière-plan.